# ИААФ Дијамантска лига
Дијамантска лига је такмичење Међународне атлетске федерације (ИААФ), коју чини годишња серија атлетских такмичења која ће се одржати од 2010 па надаље.
Дијамантска лига је наследила Златну лигу која је, у периоду од 1998. до 2009. године, представљала најеминентније светско атлетско такмичење. Међутим, Златна лига је била ограничена само на Европу и укључивала је свега седам митинга – Осло, Рим, Монако, Цирих, Брисел, Берлин и од 1999. године Париз, док је нова Лига прво атлетско такмичење интерконтиненталног карактера.
Премијерну сезону Дијамантске лиге чинило је 14 једнодневних атлетских митинга, који се одржавају током сезоне одржати широм света. Први домаћин најбољим светским атлетичарима била је Доха, 14. маја, а финале је одржано у Цириху и Бриселу 19, односно 27. августа. Градови домаћини прве сезоне били су Доха, Шангај, Осло, Рим, Њујорк, Јуџин, Лозана, Гејтсхед, Париз, Монако, Стокхолм, Лондон, Цирих и Брисел.
Тежња челника ИААФ је да кроз Дијамантску лигу популаришу атлетику у целом свету и повећају интересовање за тај спорт. Због тога су се на митинзима ширим света и нашле 32 дисциплине. То је велико повећање у односу на Златну лигу која је, са неким мањим изменама, најчешће обухватала по шест дисциплина у обе конкуренције, мушкој и женској. Овакво велико такмичење су прихватити сви врхунски атлетичари, како да би показали свој максимум, а то им је и прилика и да уновче своја резултатска достигнућа.

## Награде
Сваки од 14 митинга има исти наградни фонд од 416.000 долара. Међутим поред награда на митинзима, у свакој од 32 дисциплине ће постојати такозвана Дијамантска трка, у којој ће атлетичари током целе сезоне, на основу постигнутих резултата, сакупљати бодове. На крају ће такмичар са највећим бројем освојених бодова бити награђен четворокаратним дијамантом, вредним 80.000 долара.
Учешће у Дијамантској трци, која најбољем у свакој дисциплини доноси четворокаратни дијамант и наслов најбољег на свету, такмичари могу да се на сваком од митинга такмиче само у једној дисциплини. Бодови из две различите дисциплине се не сабирају.

## Дисциплине
На сваком митингу је заступљено по 16 дисциплина од укупно 32. Дисциплине су расподељене између различитих митинга по ротационом систему, па ће сваки град у новој сезони имати другачији програм. Једини изузетак представља Гран при у Лондону, који ће трајати два дана, па ће се организовати такмичење у свим дисциплинама.
На крају сезоне најбољи појединац у свакој дисциплини добија награду, која му се уручује на последњем митингу који у свом програму има баш то такмичење. Због тога је и одлучено да Лига има два финална, завршна, митинга – Цирих и Брисел. Оба града ће у наредне три године угостити финалисте у 16 различитих дисциплина, с тим што је ИААФ оставила отворену могућност да, уколико неки други град надмаши очекивања у организационом смислу, већ наредне сезоне преузме ту престижну улогу.
Оснивањем дијамантске лиге ИААФ је одлучио да се после 2010. више неће организовати Светско атлетско финале (WAF), које је до сада представљало круну сваке сезоне.

### Дисциплине Дијамантске лиге
Свих 16 дисциплина налазе се у обе конкуренције мушкој и женској.
100 метара
200 метара
400 метара
800 метара
1.500 метара
5.000 метара
3.000 метара препреке
110 метара препоне
400 метара препоне
Скок увис
Скок с мотком
Скок удаљ
Троскок
Бацање кугле
Бацање диска
Бацање копља
Због проблема са инфраструктуром на појединим стадионима, организатори нису могли да у програм уврсте и бацање кладива.

## Наградни фонд
На сваком такмичењу Дијамант лиге се деле награде за првих 8 такмичара:
| Пласман | Награда (US$) |
| ------- | ------------- |
| 1       | 8.000         |
| 2       | 6.000         |
| 3       | 4.000         |
| 4       | 3.000         |
| 5       | 2.000         |
| 6       | 1.500         |
| 7       | 1.000         |
| 8       | 500           |

Свака дисциплина ће се налази у програму на седам митинга, а тројица најбољих на основу пласмана добијају увек исти број бодова, који се рачунају у ’Дијамантској трци’. Изузетак је финале, пошто се тада бодови дуплирају.
Прво место – четири бода (Финале – осам)
Друго место – два бода (Финале – четири)
Треће место – један бод (Финале – два)
На крају сезоне, у свакој дисциплини, такмичар који сакупи највише бодова победиће у ’Дијамантској трци’. У случају да такмичари имају исти број бодова, рачунаће се победе, а ако и тада буде нерешено пресудиће бољи резултат у Финалу. Такође, постоји клаузула по којој такмичар не може да освоји ’Дијамантску трку’ уколико се не буде такмичио у финалу своје дисциплине (Цирих или Брисел).

## Такмичења у Дијамантској лиги
У 2010. години одржаће се 14 следећих атлетских митинга:
| Датум            | Митинг                         | Стадион                         | Град     | Држава               |
| ---------------- | ------------------------------ | ------------------------------- | -------- | -------------------- |
| 14. мај          | Атлетски супер гран при Катара | Спортски центар Катар           | Доха     | Катар                |
| 23. мај          | Златни гран при Шангаја        | Стадион Шангај                  | Шангај   | Кина                 |
| 4. јун           | Бислет игре                    | Стадион Бислет                  | Осло     | Норвешка             |
| 10. јун          | Атлетски митинг Голден гала    | Стадион Олимпико                | Рим      | Италија              |
| 19. јун          | Адидас гран при                | Icahn Stadium                   | Њујорк   | Сједињене Државе     |
| 3. јул           | Прифонтејн класик              | стадион Хејворд Филд            | Јуџин    | Сједињене Државе     |
| 8. јул           | Атлетисима                     | Stade Olympique de la Pontaise  | Лозана   | Швајцарска           |
| 10. јул          | Британски гран при             | Gateshead International Stadium | Гејтсхед | Уједињено Краљевство |
| 16. јул          | Митинг Арева                   | Стад де Франс                   | Сен Дени | Француска            |
| 22. јул          | Атлетски митинг у Монаку       | Стадион Луј II                  | Фонтвил  | Монако               |
| 6. август        | ДН галан                       | Stockholm Olympic Stadium       | Стокхолм | Шведска              |
| 13. и 14. август | Лондонски гран при             | Кристал Палас                   | Лондон   | Уједињено Краљевство |
| 19. август       | Атлетски митинг у Цириху       | Стадион Лецигрунд               | Цирих    | Швајцарска           |
| 27. август       | Меморијал Ван Даме             | Стадион краља Бодуена           | Брисел   | Белгија              |

## Промотери
Да би обезбедили учешће најбољих атлетичара на свим митинзима, ИААФ је са најбољима потписала ексклузивне уговоре. Они су били промотери прве Дијамантске лиге.
Јусејн Болт са Јамајке, без сумње најбржи човек на свету, је највећа звезда, како међу промотерима, тако и у атлетици уопште. Он је актуелни светски рекордер на 100 (9,58 секунди), 200 (19,19 секунди) и 4 x 100 метара. Болт је први човек у историји Олимпијских игара који је победио и на 100 и на 200 метара са временом новог светског рекорда.
Шели-Ен Фрејзер-Прајс је фаворит Јамајке у женском спринту, која је на Олимпијским играма 2008. у Пекинг направила велико изненађење и стигла до златне медаље у трци на 100 метара. Прошлу годину је обележила са два прва места на Светском првенству у Берлину, на 100 и 4x100 метара.
Алисон Филикс је америчка спринтерка такође је један од промотера. Она је прва жена која је на три узастопна светска првенства побеђивала у трци на 200 метара.
Тајсон Геј, из САД, је други најбржи човек у историји на 100 метара и трећи на 200 метара, такође, ће учествовати као промотер на митинзима Дијамантске лиге. Геј је на Светском првенству у Осаки 2007. освојио злато, па ће сигурно покушати да се реваншира неприкосновеном Болту, који му је на Светском првенству 2009. у Берлину одузео титулу светског првака.
Стивен Хукер, скакач мотком из Аустралије који је на Олимпијским играма 2008. у Пекингу поставио нови олимпијски рекорд са 5,96 метара, на Светском првенству у Берлину је упркос повреди, постао светски првак и тако постао прави херој.
Американка Сања Ричардс-Рос једна је од најуспешнијих атлетичара у ери Златне лиге. Она је чак три пута у каријери освајала џек-пот. После четири године без успеха на великим такмичењима, она је, лане на Светском првенству у Берлину напокон успела да освоји титулу на 400 метара.
Велика конкуренција Болту и Геју биће Јамајчанин Асафа Пауел. Пауел је један од најбржих људи на свету, човек који је у периоду од јуна 2005. до маја 2008. био светски рекордер на 100 метара. Он је једини спринтер у историји коме је пошло за руком да у једној сезони (2008) чак 15 пута трчи ту деоницу испод десет секунди, али он још увек нема ниједну појединачну титулу.
Хрватска атлетичарка Бланка Влашић је протеклих година својим резултатима заслужила епитет најбоље скакачице у вис и потпуно заслужено постала један од промотера Дијамантске лиге. У својој каријери, границу од два метра прескакала је до ове сезоне 131 пут, на 82 такмичења, а висину 2,05 m је савладала укупно 14 пута. Од ње је боља само светска рекордерка Бугарка Стефка Костадинова.
Кенениса Бекеле је један од најбољих, а можда и најбољи дугопругаш у историји. Етиопљанин је светски рекордер на 5.000 и 10.000 на отвореном, као и на 5.000 метара у дворани. Поред титула на олимпијским играма и светском првенствима на отвореном и у дворани он је једини атлетичар који је успео да тријумфује и на кратким и на дугим деоницама на Светском првенству у кросу и то је урадио пет пута за редом у периоду од 2002. до 2006. године.
Новозеланђанка Валери Вили, олимпијска победница и двострука светска првакиња у бацању кугле позната је по серији од чак 29 узастопних тријумфа на разним митинзима и такмичењима.
Међу промотерима нашло се места и забацаче копља Чехињу Барбору Шпотакову, Норвежанина, Андреаса Торкилдсена и Финца Тера Питкамакија.
Питкамаки је светски првак из Осаке 2007. године, а Торкилдсен је први бацач копља у историји који је европски, светски и олимпијски победник. Барбора Шпотакова је актуелна олимпијска победница и светска рекордерка са 72,28 метара.

## Рекорди Дијамантске лиге

### Мушкарци
| Дисциплина       | Рекорд                 | Такмичар          | Земља            | Датум               | Митинг                            | Стадион                           | Белешка |
| ---------------- | ---------------------- | ----------------- | ---------------- | ------------------- | --------------------------------- | --------------------------------- | ------- |
| 100 м            | 9,69 (-0,1 м/с)        | Јохан Блејк       | Јамајка          | 23. август 2012.    | Атлетисима                        | Лозана, Швајцарска                |         |
| 200 м            | 19,26 (+0,7 м/с)       | Јохан Блејк       | Јамајка          | 16. септембар 2011. | Меморијал Ван Даме                | Брисел, Белгија                   |         |
| 400 м            | 43,74                  | Кирани Џејмс      | Гренада          | 3. јул 2014.        | Атлетисима                        | Лозана, Швајцарска                | [ 4 ]   |
| 600 м            | 1:13,10                | Дејвид Рудиша     | Кенија           | 5. јун 2016.        | British Grand Prix                | Бирмингем, Уједињено Краљевство   | [ 5 ]   |
| 800 м            | 1:41,54                | Дејвид Рудиша     | Кенија           | 6. јун 2012.        | Митинг Арева                      | Париз, Француска                  |         |
| 1.000 м          | 2:13,62                | Абубакер Каки     | Судан            | 3. јул 2010         | Прифонтејн класик                 | Јуџин, САД                        |         |
| 1.500 м          | 3:26,69                | Абсел Кипроп      | Кенија           | 17. јул 2015        | Атлетски митинг у Монаку          | Fontvieille, Монако               | [ 6 ]   |
| 1. миља          | 3:47.32                | Ајанле Сулејман   | Џибути           | 31. мај 2014.       | Прифонтејн класик                 | Јуџин, САД                        | [ 7 ]   |
| 3.000 м          | 7:27,26                | Јенев Аламирев    | Етиопија         | 6. мај 2011.        | Атлетски супер гран при Катара    | Доха, Катар                       |         |
| Две миље         | 8:07,85 ЕР             | Мохамед Фара      | УК               | 24. август 2014.    | British Grand Prix                | Бирмингем, Уједињено Краљевство   | [ 8 ]   |
| 5.000 м          | 12:46,84               | Дејан Гебремескел | Етиопија         | 6. јул 2012.        | Митинг Арева                      | Сан Дани, Француска               |         |
| 10.000 м         | 26:43.16               | Кенениса Бекеле   | Етиопија         | 16. септембар 2011. | Меморијал Ван Даме                | Брисел, Белгија                   |         |
| 110 м препоне    | 12,80 (+0.3 м/с) СР НР | Аријес Мерит      | Сједињене Државе | 20. јул 2012.       | Атлетски митинг у Монаку          | Fontvieille, Монако               | [ 9 ]   |
| 400 м препоне    | 47,62                  | Бершон Џексон     | Сједињене Државе | 8. јул 2010.        | Атлетисима                        | Лозана, Швајцарска                |         |
| 3.000 м препреке | 7:53,64 АФР            | Бримин Кипруто    | Кенија           | 22. јул 2011.       | Атлетски митинг у Монаку          | Fontvieille, Монако               |         |
| Скок увис        | 2,43 м АЗР             | Мутаз Еса Баршим  | Катар            | 5. септембар 2014.  | Меморијал Ван Даме                | Брисел, Белгија                   | [ 10 ]  |
| Скок мотком      | 6,05 м                 | Рено Лавилени     | Француска        | 30. мај 2015        | Прифонтејн класик                 | Јуџин, САД                        | [ 11 ]  |
| Скок удаљ        | 8,61 (+0,7 м/с)        | Луво Мањонга      | Јужна Африка     | 13. мај 2017.       | Златни гран при Шангаја           | Шангај, Шведска                   |         |
| Троскок          | 18,11 м (+0,8 м/с)     | Кристијан Тејлор  | Куба             | 15. мај 2015.       | Атлетски митинг Прифонтејн класик | Јуџин, САД                        | [ 12 ]  |
| Бацање кугле     | 22,56 м                | Џо Ковач          | Сједињене Државе | 17. јул 2015        | Атлетски митинг у Монаку          | Fontvieille, Монако               | [ 13 ]  |
| Бацање диска     | 69,83 м                | Пјотр Малаховски  | Пољска           | 10. јул 2010.       | British Grand Prix (athletics)    | Gateshead, Уједињено Краљевство   |         |
| Бацање кладива   | 80,28 м                | Павел Фајдек      | Пољска           | 28. мај 2016.       | Атлетски митинг Прифонтејн класик | Јуџин, САД                        | [ 14 ]  |
| Бацање копља     | 93,90 м НР             | Томас Релер       | Немачка          | 5. мај 2017.        | Атлетски супер гран при Катара    | Спортски центар Катар Доха, Катар | [ 15 ]  |

### Жене
| Дисциплина       | Рекорд              | Такмичар                                                         | Земља            | Датум               | Митинг                         | Стадион                       | Белешка |
| ---------------- | ------------------- | ---------------------------------------------------------------- | ---------------- | ------------------- | ------------------------------ | ----------------------------- | ------- |
| 100 м            | 10,70 (+2,0 м/с)    | Кармелита Џетер                                                  | Сједињене Државе | 4. јун 2011.        | Прифонтејн класик              | Јуџин, САД                    |         |
| 200 м            | 21,77 (+1,5 м/с)    | Тори Боуи                                                        | Сједињене Државе | 17. мај 2017.       | Прифонтејн класик              | Јуџин, САД                    | [ 17 ]  |
| 400 м            | 49,33               | Амантле Монтшо                                                   | Боцвана          | 19. јул 2013.       | Атлетски митинг у Монаку       | Фонтвил, Монако               |         |
| 800 м            | 1:55,33             | Кастер Семења                                                    | Јужна Африка     | 15. јул 2016.       | Атлетски митинг у Монаку       | Фонтвил, Монако               | [ 18 ]  |
| 1.500 м          | 3:50,07 СР          | Гензебе Дибаба                                                   | Етиопија         | 17. јул 2015        | Атлетски митинг у Монаку       | Фонтвил, Монако               |         |
| Миља             | 4:16,71             | Фејт Кипјегон                                                    | Кенија           | 11. септембар 2015. | Меморијал Ван Даме             | Брисел, Белгија               | [ 19 ]  |
| 3.000 м          | 8:20,68             | Хелен Онсандо Обири                                              | Кенија           | 9. мај 2014.        | Атлетски супер гран при Катара | Доха, Катар                   |         |
| Две миље         | 9:11.49             | Mercy Cherono                                                    | Кенија           | 24. август 2014.    | British Grand Prix             | Birmingham, United Kingdom    | [ 20 ]  |
| 5.000 м          | 14:12,59            | Алмаз Ајана                                                      | Етиопија         | 2. јун 2016.        | Атлетски митинг Голден гала    | Рим, Италија                  | [ 21 ]  |
| 10.000 м         | 30:24,39            | Тирунеш Дибаба                                                   | Етиопија         | 1. јун 2012.        | Прифонтејн класик              | Јуџин, САД                    |         |
| 100 м препоне    | 12,20 (+0,3 м/с) СР | Кендра Харисон                                                   | Сједињене Државе | 22. јул 2016.       | Лондонски гран при             | Лондон, Уједињено Краљевство  | [ 22 ]  |
| 400 м препоне    | 52,79               | Калис Спенсер                                                    | Јамајка          | 5. август 2011.     | London Grand Prix              | London, United Kingdom        |         |
| 3.000 м препреке | 8:52,78 СР          | Рут Џебет                                                        | Бахреин          | 27. август 2016.    | Атлетски митинг Арева          | Сен Дени, Француска           | [ 23 ]  |
| Скок увис        | 2,05 м              | Ана Чичерова                                                     | Русија           | 16. септембар 2011. | Меморијал Ван Дам              | Брисел, Белгија               |         |
| Скок мотком      | 5,00 м              | Сенди Морис                                                      | Сједињене Државе | 9. септембар 2016.  | Меморијал Ван Даме             | Брисел, Белгија               | [ 24 ]  |
| Скок удаљ        | 7,25 м (+1, м/с)    | Бритни Рис                                                       | Сједињене Државе | 10. мај 2013.       | Атлетски супер гран при Катара | Доха, Катар                   |         |
| Троскок          | 15,31 м (0,0 м/с)   | Катерин Ибаргвен                                                 | Колумбија        | 18. јул 2014.       | Herculis                       | Fontvieille, Monaco           | [ 25 ]  |
| Бацање кугле     | 21,03 м             | Валери Адамс                                                     | Нови Зеланд      | 28. август 2013.    | Golden Gala                    | Rome, Italy                   |         |
| Бацање диска     | 70,88 м             | Сандра Перковић                                                  | Хрватска         | 14. мај 2016.       | Златни гран при Шангаја        | Шангај, Кина                  | [ 26 ]  |
| Бацање кладива   | 75,98               | Татјана Лисенко                                                  | Русија           | 3. јул 2010.        | Прифонтејн класик              | Јуџин, САД                    |         |
| Бацање копља     | 69,57 м             | Кристина Обергфел                                                | Немачка          | 8. септембар 2011.  | Атлетски митинг у Цириху       | Стадион Лецигрунд, Швајцарска |         |
| 4 х 100 м        | 41,60               | Шерон Симпсон Наташа Морисон Елејн Томпсон Шели-Ен Фрејзер-Прајс | Јамајка          | 3. септембар 2015.  | Атлетски митинг у Цириху       | Стадион Лецигрунд, Швајцарска | [ 27 ]  |